# Melanagromyza pubescens
Melanagromyza pubescens är en tvåvingeart som beskrevs av Friedrich Georg Hendel 1923. Melanagromyza pubescens ingår i släktet Melanagromyza och familjen minerarflugor.
Artens utbredningsområde är Österrike. Arten är reproducerande i Sverige. Inga underarter finns listade i Catalogue of Life.